# Keratose

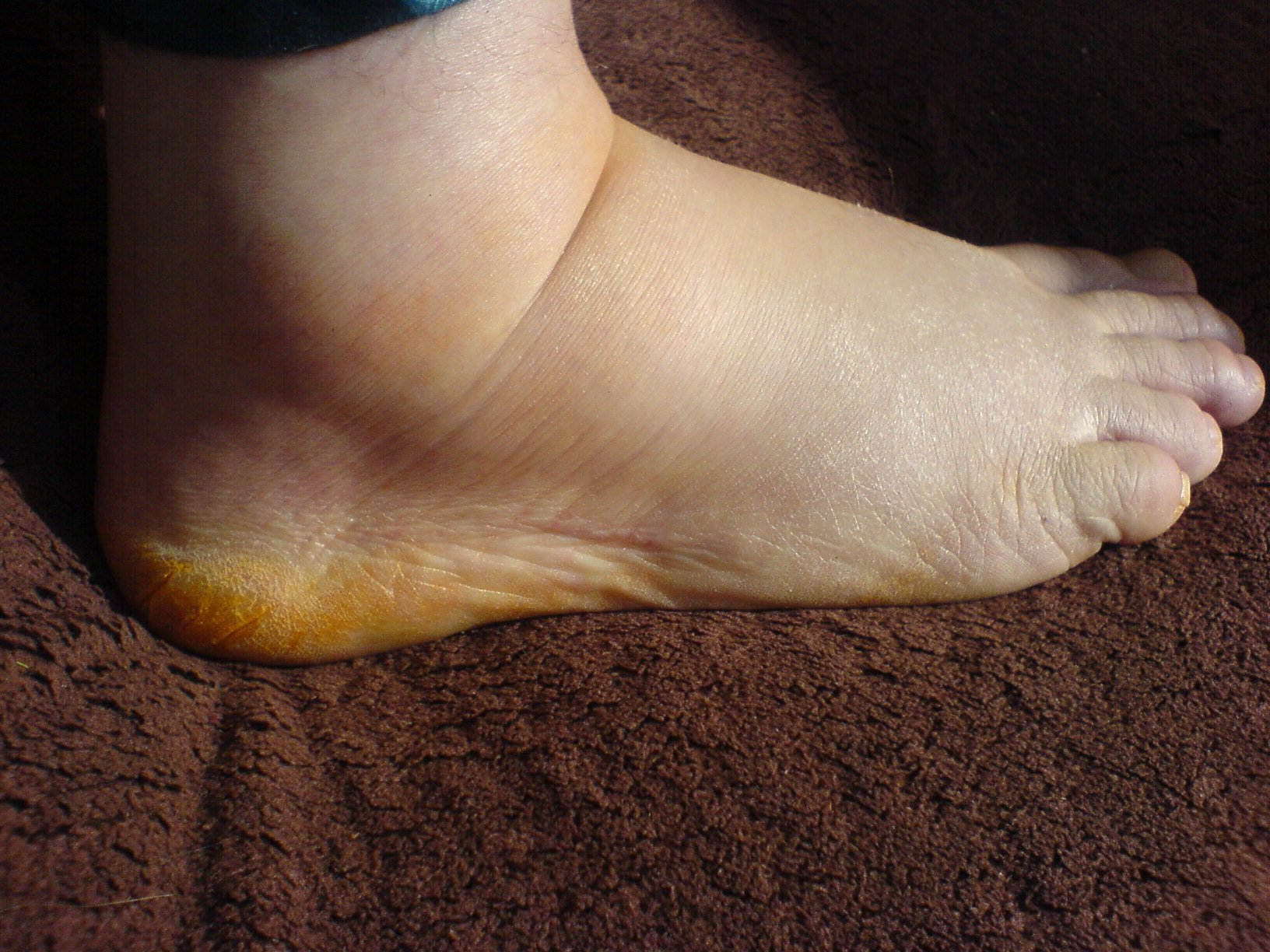
Keratose an der Ferse

Keratosen (von altgriechisch κέρας kéras, deutsch ‚Horn‘) sind krankhafte oder zumindest abnorme Veränderungen des Stratum corneum, der aus verhornten Zellen bestehenden obersten Schicht der Haut (Verhornungsstörung). Diese Störungen können angeboren oder erworben sein. Es können schmerzhafte Hautrisse entstehen, die blutig werden können. Die normale Verhornung der Haut wird als Orthokeratose bezeichnet.
Mit Abstand am häufigsten sind die durch UV-Strahlung verursachte Aktinische Keratose, die als Präkanzerose bedeutsam ist, also zu Hautkrebs entarten kann, und die Seborrhoische Keratose.
Keratosen können auch durch chemische Einwirkungen auf die Haut oder den Gesamtorganismus entstehen. Früher waren Keratosen durch langfristige Teereinwirkung bei Straßenarbeitern und Schornsteinfegern verbreitet, die ebenfalls Präkanzerosen waren (Teerkarzinom). Sie sind durch technische Fortschritte in der Arbeitswelt kaum noch von Bedeutung. Ähnliches gilt für Arsenkeratosen aus der Zeit, da etliche Infektionen noch mit Arsen behandelt wurden statt mit Antibiotika.